# 小行星11445
小行星11445（11445 Fedotov）是一颗绕太阳运转的小行星，为主小行星带小行星。该小行星于1978年9月26日发现。

## 轨道参数
小行星11445的轨道半长轴为2.6430625 UA，离心率为0.173。